# Герб Дубровицького району
Герб Дубро́вицького райо́ну — офіційний символ Дубровицького району Рівненської області, затверджений рішенням Дубровицької районної ради 26 березня 2010 року №482. Автори герба  — А. Гречило та Ю. Терлецький.

## Опис

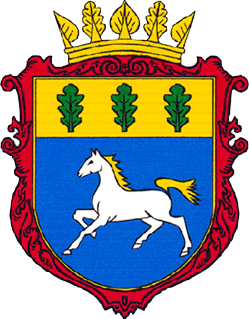
Колишній герб

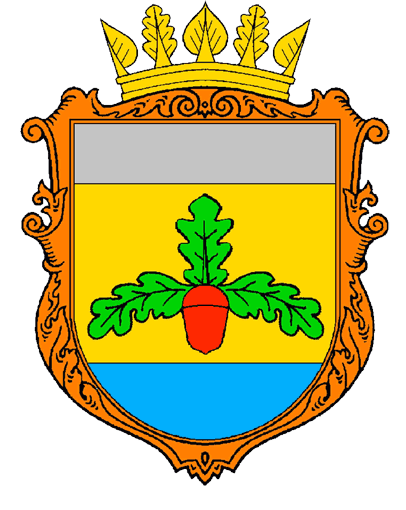
Колишній герб

Герб Дубровицького району є відображенням історичних подій і традицій краю.
Гербовий щит має форму прямокутника з півколом в основі. У синьому полі біжить срібний кінь із золотою гривою та хвостом, у золотій главі — три зелені дубові листки.
Щит увінчує стилізований золотий територіальний вінець, що вказує на приналежність герба саме району та характеризує його рослинність (зубці вінця вирішені у формі стилізованих листків липи та дуба).
Щит покладено на декоративний картуш.

## Значення символів
Зелені дубові листки підкреслюють назву району, є символом міцності та довголіття. 
Золоте поле вказує на доброзичливість і щедрість мешканців району, уособлює сільське господарство, добробут і багатство. 
Кінь є незмінним помічником мешканців Полісся, символізує рух вперед, розвиток і прогрес.